# Edward Henry Cubitt, 4.º Barão Ashcombe
Henry Edward Cubitt, 4.º Barão Ashcombe (31 de março de 1924 - 4 de dezembro de 2013). Ele é o filho de Roland Cubitt, 3.º Barão Ashcombe e Sonia Rosemary Keppel, Baronesa Ashcombe.
Por irmã, ele é o tio materno de sangue da Camilla, Duquesa da Cornualha, a segunda esposa do herdeiro britânico, o príncipe Carlos do Reino Unido, Príncipe de Gales.

## Educação e carreira
Educado em Eton College, ele serviu também para a Royal Air Force durante a Segunda Guerra Mundial. Ele foi a Londres-baseados Cônsul-Geral de Mônaco 1961-1968.

## Família
Ele casou três vezes:
1. Ghislaine (SOLTEIRA Dresselhuys) Condessa de Caledon (ex-esposa de Denis Alexander, 6.º Conde de Caledon) foi casada com Lord Ashcombe 1955-1968. Em 1972, ela casou com Adrian Foley, 8.º Barão Foley.[1]
2. Hon. Virgínia Carington (filha de Peter Carington, 6th Baron Carrington) foi casada com Lord Ashcombe 1973-1979. Ela é agora um assessor especial para o príncipe Carlos, Príncipe de Gales e a consorte Camila, Duquesa da Cornualha.
3. Mary Elizabeth Chipps, mãe de dois filhos do seu anterior casamento com o falecido Mark Dent-Brocklehurst, Lord Ashcombe casado em 1979 no castelo Sudeley, que Lady Ashcombe parcialmente possui com seus filhos. A fortaleza medieval, situada no Cotswolds, é a casa do Senhor e Senhora Ashcombe tanto.

Lord Ashcombe primo, Mark Edward Cubitt, nascido em 1964, é o seu sucessor